# Un'anima divisa in due
Un'anima divisa in due è un film del 1993 diretto da Silvio Soldini.

## Trama
Pietro Di Leo, addetto alla sicurezza di un grande magazzino di Milano, dove lavora come truccatrice anche la ragazza che sta frequentando, è separato dalla moglie e con un figlio che vede solo nel fine settimana. È un uomo molto insoddisfatto, la cui sofferenza psicosomatica (perdita di sangue dal naso, esplosioni di rabbia, visioni) lascia trasparire una situazione di profondo disagio. Un giorno, però, incontra Pabe, una giovane rom che deve allontanare dal magazzino e che poi lascerà scappare quando sarà sorpresa a rubare un profumo. Dapprima incuriosito, ma poi sempre più affascinato, Pietro decide di aiutarla, prima dando falsa testimonianza in un processo per furto di cui Pabe era accusata, e poi portandola via da Milano e dalla sua famiglia, scappando insieme in auto senza destinazione, di albergo in albergo. Inizialmente Pabe non si fa toccare, indossa il suo abbigliamento che la identifica come rom a tutti e stenta ad abituarsi a vivere dentro una stanza chiusa, senza chiedere l'elemosina o rubare. Fallita l'esperienza di operaia cucitrice, Pabe viene assunta come cameriera in un albergo quando ha ormai tagliato i capelli, indossato abiti comuni, tolti gli orecchini, e si spaccia per italiana cresciuta con accento greco. Questo accade nell'evolversi della storia sentimentale tra Pietro e Pabe, tra paure intime e imbarazzi pubblici.
La loro vita ha una svolta: si trasferiscono ad Ancona e si sposano (non è chiaro se sia un matrimonio civile o simbolico), per iniziare una nuova vita. La loro relazione ha l'approvazione dell'ex-suocero di Pietro, che stringe un legame affettivo con la ragazza. Pietro si cala totalmente nella sua nuova vita, non ha più attacchi psicosomatici, si toglie l'abito borghese e si fa allungare i baffi; Pabe, che era vergine e forse ora è anche incinta, è innamorata e contenta di lui, ma dall'esterno subisce continuamente violenze morali (la vista di una rom cacciata dal bar dove lei è invece seduta perché creduta italiana; l'incontro con un'altra rom in miseria che la ferma chiedendole prima dei soldi e poi, riconosciutala come zingara, cerca di parlarle) e violenze fisiche (un cliente dell'albergo cerca di stuprarla).
Il suocero di Pietro viene ritrovato morto a letto dalla stessa Pabe che resta sconvolta dalla miseria emotiva del funerale che viene dedicato al vecchio a cui lei si era nel frattempo affezionata (qui c'è una bella scena in cui la ragazza descrive cosa significhi la morte e il valore della festa del funerale per gli zingari). Il colpo finale arriva quando il direttore dell'albergo le domanda se sono vere le voci che circolano sulla sua reale identità etnica, perché in tal caso, la prima persona ad essere sospettata di eventuali furti, sarebbe lei. A questo punto Pabe lascia l'appartamento senza lasciare alcun avviso a Pietro (tranne la catenina che dall'inizio li aveva uniti), torna a Milano al campo nomadi da cui era scappata, ma scesa dal taxi vede che il campo non c'è più.

## Curiosità
- Un fatto grave e tragicamente ironico, data la trama del film, coinvolse la protagonista del film Maria Bakò, che fu fermata all'aeroporto di Malpensa e fatta tornare in Ungheria; non poté quindi assistere al Festival di Venezia per celebrare il suo esordio[1].

## Riconoscimenti
- 1993 - Mostra internazionale d'arte cinematografica di Venezia
  - Migliore interpretazione maschile a Fabrizio Bentivoglio
  - Premio Pasinetti a Fabrizio Bentivoglio
  - Nomination Leone d'oro a Silvio Soldini
- 1994 - David di Donatello
  - Nomination Migliore fotografia a Luca Bigazzi
- 1994 - Nastro d'argento
  - Nomination Regista del miglior film a Silvio Soldini
  - Nomination Migliore attore protagonista a Fabrizio Bentivoglio
  - Nomination Migliore attore non protagonista a Felice Andreasi
- 1993 - Grolla d'oro
  - Miglior regista a Silvio Soldini
  - Migliore attore a Fabrizio Bentivoglio
- 1994- Ciak d'oro
  - Migliore attore protagonista a Fabrizio Bentivoglio[2]